# Steven Fletcher
Steven Kenneth Fletcher (Shrewsbury, 26 marzo 1987) è un calciatore scozzese, attaccante svincolato.

## Carriera

### Club
Fletcher è nato a Shrewsbury, in Shropshire, ma ha vissuto i suoi primi anni in Inghilterra e Germania, a seconda di quale base militare fosse assegnato suo padre, soldato della British Army. Suo padre è morto di cancro, quando Fletcher aveva solo dieci anni, così lui e sua madre si sono trasferiti a Hamilton, vicino ai parenti. A soli tredici anni, è stato notato dall'allenatore delle giovanili dell'Hibernian, che lo ha fatto entrare in squadra.
Ha debuttato al termine del campionato 2003-2004, in una vittoria per tre a zero contro il Kilmarnock. Nel campionato successivo, è entrato stabilmente in prima squadra, giocando ventisei partite e realizzando cinque reti. Nel campionato 2005-2006, Fletcher ha siglato dieci reti in neanche duemila minuti di gioco, ossia un gol ogni due partite.
Fletcher ha avuto un ruolo importante agli Hibs dopo la cessione da parte del club degli attaccanti Garry O'Connor e Derek Riordan. Ha segnato nella vittoria per cinque a zero in Coppa Intertoto 2006, nella vittoria per cinque a zero sul Dinaburg e ha giocato regolarmente in campionato. Il suo punto più alto stagionale è arrivato quando ha messo a segno una doppietta contro il Kilmarnock, nella finale di Coppa di Lega scozzese 2006-2007.
Fletcher, nel campionato 2007-2008, è diventato il principale marcatore dell'Hibernian. Ha segnato anche la sua prima tripletta da professionista nella vittoria per quattro a due contro il Gretna e ha vinto un premio come miglior giovane del campionato scozzese. Il suo nome è stato avvicinato al Real Madrid, quando gli osservatori delle Merengues lo avevano visionato ai tempi in cui Fletcher era nel settore giovanile dell'Hibernian. Il Daily Mail ha riportato, a novembre 2008, l'interesse del Manchester City e di altri due club di Premier League nei suoi confronti.
Il 26 giugno 2009, il Daily Express ha rivelato che il Blackburn Rovers avrebbe offerto quattro milioni di sterline per il suo cartellino, per sostituire Roque Santa Cruz, passato al Manchester City. Il giorno seguente, il Daily Mirror, ha dichiarato che i rivali del Blackburn, il Burnley, avrebbe proposto una cifra poco inferiore ai tre milioni di sterline. Pochi giorni dopo, l'Hibernian ha accettato un'offerta di tre milioni, più incentivi bonus basati sulle presenze, dal Burnley. Fletcher ha completato il suo trasferimento firmando un contratto quadriennale con il Burnley e la cifra sborsata dal club per il suo cartellino ha rappresentato il record della squadra.

### Nazionale
Fletcher ha debuttato nella Scozia under 21 nel corso del campionato 2004-2005. È stato il miglior marcatore della Scozia under 19 che ha raggiunto la finale al campionato europeo 2006, ma in finale la Spagna under 19 si è imposta per due a uno. Dopo l'avventura europea, The Scotsman lo ha inserito tra i dieci sportivi scozzesi da tenere d'occhio nel 2007.
Fletcher è stato convocato nella Scozia per l'amichevole contro la Croazia, disputata a marzo 2008. È partito da titolare e ha fornito l'assist per la rete di Kenny Miller. All'intervallo, però, è stato sostituito a causa di un infortunio. È stato richiamato nell'Under-21 per la partita contro la Slovenia under 21, quando ha segnato una doppietta. È stato così convocato nuovamente per la Nazionale maggiore, nella sfida contro la Norvegia, quando ha sostituito James Morrison.

## Statistiche

### Presenze e reti nei club
Statistiche aggiornate all'8 maggio 2025.
| Stagione                   | Squadra                    | Campionato                 | Campionato | Campionato | Coppe nazionali | Coppe nazionali | Coppe nazionali | Coppe continentali | Coppe continentali | Coppe continentali | Altre coppe | Altre coppe | Altre coppe | Totale | Totale |
| Stagione                   | Squadra                    | Comp                       | Pres       | Reti       | Comp            | Pres            | Reti            | Comp               | Pres               | Reti               | Comp        | Pres        | Reti        | Pres   | Reti   |
| -------------------------- | -------------------------- | -------------------------- | ---------- | ---------- | --------------- | --------------- | --------------- | ------------------ | ------------------ | ------------------ | ----------- | ----------- | ----------- | ------ | ------ |
| 2003-2004                  | Hibernian                  | SPL                        | 5          | 0          | -               | -               | -               | -                  | -                  | -                  | -           | -           | -           | 5      | 0      |
| 2004-2005                  | Hibernian                  | SPL                        | 20         | 5          | SFACup+CdL      | 4+2             | 0               | -                  | -                  | -                  | -           | -           | -           | 26     | 5      |
| 2005-2006                  | Hibernian                  | SPL                        | 34         | 8          | SFACup+CdL      | 4+2             | 2+0             | CU                 | 1                  | 0                  | -           | -           | -           | 41     | 10     |
| 2006-2007                  | Hibernian                  | SPL                        | 31         | 6          | SFACup+CdL      | 5+5             | 1+4             | Int                | 3                  | 1                  | -           | -           | -           | 44     | 12     |
| 2007-2008                  | Hibernian                  | SPL                        | 32         | 13         | SFACup+CdL      | 2+1             | 0+1             | -                  | -                  | -                  | -           | -           | -           | 35     | 14     |
| 2008-2009                  | Hibernian                  | SPL                        | 34         | 11         | SFACup+CdL      | 1+1             | 0               | Int                | 2                  | 0                  | -           | -           | -           | 38     | 11     |
| Totale Hibernian           | Totale Hibernian           | Totale Hibernian           | 156        | 43         |                 | 27              | 8               |                    | 6                  | 1                  |             | 0           | 0           | 189    | 52     |
| 2009-2010                  | Burnley                    | PL                         | 35         | 8          | FACup+CdL       | 1+2             | 1+3             | -                  | -                  | -                  | -           | -           | -           | 38     | 12     |
| 2010-2011                  | Wolverhampton              | PL                         | 29         | 10         | FACup+CdL       | 3+2             | 1+1             | -                  | -                  | -                  | -           | -           | -           | 34     | 12     |
| 2011-2012                  | Wolverhampton              | PL                         | 32         | 12         | FACup+CdL       | 2               | 0               | -                  | -                  | -                  | -           | -           | -           | 34     | 12     |
| Totale Wolverhampton       | Totale Wolverhampton       | Totale Wolverhampton       | 61         | 22         |                 | 7               | 2               |                    | 0                  | 0                  |             | 0           | 0           | 68     | 24     |
| 2012-2013                  | Sunderland                 | PL                         | 28         | 11         | FACup+CdL       | 1+2             | 0               | -                  | -                  | -                  | -           | -           | -           | 31     | 11     |
| 2013-2014                  | Sunderland                 | PL                         | 20         | 3          | FACup+CdL       | 1+4             | 0               | -                  | -                  | -                  | -           | -           | -           | 25     | 3      |
| 2014-2015                  | Sunderland                 | PL                         | 30         | 5          | FACup+CdL       | 4+0             | 0               | -                  | -                  | -                  | -           | -           | -           | 34     | 5      |
| 2015-gen. 2016             | Sunderland                 | PL                         | 16         | 4          | FACup+CdL       | 1+1             | 0+0             | -                  | -                  | -                  | -           | -           | -           | 18     | 4      |
| Totale Sunderland          | Totale Sunderland          | Totale Sunderland          | 94         | 23         |                 | 14              | 0               |                    | 0                  | 0                  |             | 0           | 0           | 108    | 23     |
| gen.-giu. 2016             | O. Marsiglia               | L1                         | 12         | 1          | CdF             | 4               | 1               | UEL                | 2                  | 0                  | -           | -           | -           | 18     | 2      |
| 2016-2017                  | Sheffield Wednesday        | FLC                        | 40         | 11         | FACup+CdL       | 1+0             | 0+0             | -                  | -                  | -                  | -           | -           | -           | 41     | 11     |
| 2017-2018                  | Sheffield Wednesday        | FLC                        | 19         | 2          | FACup+CdL       | 0+1             | 0+1             | -                  | -                  | -                  | -           | -           | -           | 20     | 3      |
| 2018-2019                  | Sheffield Wednesday        | FLC                        | 40         | 11         | FACup+CdL       | 3+2             | 0+0             | -                  | -                  | -                  | -           | -           | -           | 45     | 11     |
| 2019-2020                  | Sheffield Wednesday        | FLC                        | 27         | 13         | FACup+CdL       | 2+1             | 0+0             | -                  | -                  | -                  | -           | -           | -           | 30     | 13     |
| Totale Sheffield Wednesday | Totale Sheffield Wednesday | Totale Sheffield Wednesday | 124+2      | 36+1       |                 | 10              | 1               |                    | 0                  | 0                  |             | 0           | 0           | 136    | 38     |
| 2020-2021                  | Stoke City                 | FLC                        | 37         | 9          | FACup+CdL       | 0+5             | 0+0             | -                  | -                  | -                  | -           | -           | -           | 42     | 9      |
| 2021-2022                  | Stoke City                 | FLC                        | 35         | 3          | FACup+CdL       | 2+3             | 0+0             | -                  | -                  | -                  | -           | -           | -           | 40     | 3      |
| Totale Stoke City          | Totale Stoke City          | Totale Stoke City          | 72         | 12         |                 | 10              | 0               |                    | -                  | -                  |             |             |             | 82     | 12     |
| 2022-2023                  | Dundee Utd                 | SP                         | 33         | 9          | CS+CdL          | 2+2             | 0+1             | UECL               | 2                  | 0                  | -           | -           | -           | 39     | 10     |
| 2023-2024                  | Wrexham                    | FL2                        | 33         | 8          | FACup+CdL       | 1+0             | 0+0             | -                  | -                  | -                  | EFL         | 0           | 0           | 34     | 8      |
| 2024-2025                  | Wrexham                    | FL1                        | 40         | 8          | FACup+CdL       | 0+1             | 0+0             | -                  | -                  | -                  | EFL         | 2           | 0           | 43     | 8      |
| Totale Wrexham             | Totale Wrexham             | Totale Wrexham             | 73         | 16         |                 | 2               | 0               |                    | -                  | -                  |             | 2           | 0           | 77     | 16     |
| Totale carriera            | Totale carriera            | Totale carriera            | 662        | 172        |                 | 81              | 17              |                    | 10                 | 1                  |             | 2           | 0           | 713    | 189    |

### Presenze e reti in nazionale
| Cronologia completa delle presenze e delle reti in nazionale ― Scozia | Cronologia completa delle presenze e delle reti in nazionale ― Scozia | Cronologia completa delle presenze e delle reti in nazionale ― Scozia | Cronologia completa delle presenze e delle reti in nazionale ― Scozia | Cronologia completa delle presenze e delle reti in nazionale ― Scozia | Cronologia completa delle presenze e delle reti in nazionale ― Scozia | Cronologia completa delle presenze e delle reti in nazionale ― Scozia | Cronologia completa delle presenze e delle reti in nazionale ― Scozia |
| Data                                                                  | Città                                                                 | In casa                                                               | Risultato                                                             | Ospiti                                                                | Competizione                                                          | Reti                                                                  | Note                                                                  |
| --------------------------------------------------------------------- | --------------------------------------------------------------------- | --------------------------------------------------------------------- | --------------------------------------------------------------------- | --------------------------------------------------------------------- | --------------------------------------------------------------------- | --------------------------------------------------------------------- | --------------------------------------------------------------------- |
| 26-3-2008                                                             | Glasgow                                                               | Scozia                                                                | 1 – 1                                                                 | Croazia                                                               | Amichevole                                                            | -                                                                     | 46’                                                                   |
| 11-10-2008                                                            | Glasgow                                                               | Scozia                                                                | 0 – 0                                                                 | Norvegia                                                              | Qual. Mondiali 2010                                                   | -                                                                     | 56’                                                                   |
| 28-3-2009                                                             | Amsterdam                                                             | Paesi Bassi                                                           | 3 – 0                                                                 | Scozia                                                                | Qual. Mondiali 2010                                                   | -                                                                     | 71’                                                                   |
| 1-4-2009                                                              | Glasgow                                                               | Scozia                                                                | 2 – 1                                                                 | Islanda                                                               | Qual. Mondiali 2010                                                   | 1                                                                     | 78’                                                                   |
| 5-9-2009                                                              | Glasgow                                                               | Scozia                                                                | 2 – 0                                                                 | Macedonia                                                             | Qual. Mondiali 2010                                                   | -                                                                     | 68’                                                                   |
| 14-11-2009                                                            | Cardiff                                                               | Galles                                                                | 3 – 0                                                                 | Scozia                                                                | Amichevole                                                            | -                                                                     | 54’                                                                   |
| 11-8-2010                                                             | Solna                                                                 | Svezia                                                                | 3 – 0                                                                 | Scozia                                                                | Amichevole                                                            | -                                                                     | 64’                                                                   |
| 8-10-2010                                                             | Praga                                                                 | Rep. Ceca                                                             | 1 – 0                                                                 | Scozia                                                                | Qual. Euro 2012                                                       | -                                                                     |                                                                       |
| 12-10-2012                                                            | Cardiff                                                               | Galles                                                                | 2 – 1                                                                 | Scozia                                                                | Qual. Mondiali 2014                                                   | -                                                                     |                                                                       |
| 16-10-2012                                                            | Bruxelles                                                             | Belgio                                                                | 2 – 0                                                                 | Scozia                                                                | Qual. Mondiali 2014                                                   | -                                                                     |                                                                       |
| 6-2-2013                                                              | Aberdeen                                                              | Scozia                                                                | 1 – 0                                                                 | Estonia                                                               | Amichevole                                                            | -                                                                     | 67’                                                                   |
| 22-3-2013                                                             | Glasgow                                                               | Scozia                                                                | 1 – 2                                                                 | Galles                                                                | Qual. Mondiali 2014                                                   | -                                                                     | 4’                                                                    |
| 15-11-2013                                                            | Glasgow                                                               | Scozia                                                                | 0 – 0                                                                 | Stati Uniti                                                           | Amichevole                                                            | -                                                                     |                                                                       |
| 5-3-2014                                                              | Varsavia                                                              | Polonia                                                               | 0 – 1                                                                 | Scozia                                                                | Amichevole                                                            | -                                                                     | 46’                                                                   |
| 7-9-2014                                                              | Dortmund                                                              | Germania                                                              | 2 – 1                                                                 | Scozia                                                                | Qual. Euro 2016                                                       | -                                                                     | 58’                                                                   |
| 11-10-2014                                                            | Glasgow                                                               | Scozia                                                                | 1 – 0                                                                 | Georgia                                                               | Qual. Euro 2016                                                       | -                                                                     |                                                                       |
| 14-10-2014                                                            | Varsavia                                                              | Polonia                                                               | 2 – 2                                                                 | Scozia                                                                | Qual. Euro 2016                                                       | -                                                                     | 71’                                                                   |
| 14-11-2014                                                            | Glasgow                                                               | Scozia                                                                | 1 – 0                                                                 | Irlanda                                                               | Qual. Euro 2016                                                       | -                                                                     | 55’                                                                   |
| 25-3-2015                                                             | Glasgow                                                               | Scozia                                                                | 1 – 0                                                                 | Irlanda del Nord                                                      | Amichevole                                                            | -                                                                     | 63’                                                                   |
| 29-3-2015                                                             | Glasgow                                                               | Scozia                                                                | 6 – 1                                                                 | Gibilterra                                                            | Qual. Euro 2016                                                       | 3                                                                     |                                                                       |
| 13-6-2015                                                             | Dublino                                                               | Irlanda                                                               | 1 – 1                                                                 | Scozia                                                                | Qual. Euro 2016                                                       | -                                                                     |                                                                       |
| 4-9-2015                                                              | Tbilisi                                                               | Georgia                                                               | 1 – 0                                                                 | Scozia                                                                | Qual. Euro 2016                                                       | -                                                                     |                                                                       |
| 7-9-2015                                                              | Glasgow                                                               | Scozia                                                                | 2 – 3                                                                 | Germania                                                              | Qual. Euro 2016                                                       | -                                                                     |                                                                       |
| 8-10-2015                                                             | Glasgow                                                               | Scozia                                                                | 2 – 2                                                                 | Polonia                                                               | Qual. Euro 2016                                                       | 1                                                                     |                                                                       |
| 11-10-2015                                                            | Faro                                                                  | Gibilterra                                                            | 0 – 6                                                                 | Scozia                                                                | Qual. Euro 2016                                                       | 3                                                                     |                                                                       |
| 29-3-2016                                                             | Glasgow                                                               | Scozia                                                                | 1 – 0                                                                 | Danimarca                                                             | Amichevole                                                            | -                                                                     | 46’                                                                   |
| 29-5-2016                                                             | Ta' Qali                                                              | Italia                                                                | 1 – 0                                                                 | Scozia                                                                | Amichevole                                                            | -                                                                     | 46’                                                                   |
| 4-6-2016                                                              | Longeville-lès-Metz                                                   | Francia                                                               | 3 – 0                                                                 | Scozia                                                                | Amichevole                                                            | -                                                                     | 58’                                                                   |
| 4-9-2016                                                              | Ta' Qali                                                              | Malta                                                                 | 1 – 5                                                                 | Scozia                                                                | Qual. Mondiali 2018                                                   | 1                                                                     | 68’                                                                   |
| 11-10-2016                                                            | Trnava                                                                | Slovacchia                                                            | 3 – 0                                                                 | Scozia                                                                | Qual. Mondiali 2018                                                   | -                                                                     | 76’                                                                   |
| 8-10-2017                                                             | Lubiana                                                               | Slovenia                                                              | 2 – 2                                                                 | Scozia                                                                | Qual. Mondiali 2018                                                   | -                                                                     | 80’                                                                   |
| 17-11-2018                                                            | Scutari                                                               | Albania                                                               | 0 – 4                                                                 | Scozia                                                                | UEFA Nations League 2018-2019 - 1º turno                              | 1                                                                     | 68’                                                                   |
| 20-11-2018                                                            | Glasgow                                                               | Scozia                                                                | 3 – 2                                                                 | Israele                                                               | UEFA Nations League 2018-2019 - 1º turno                              | -                                                                     | 87’                                                                   |
| Totale                                                                |                                                                       | Presenze                                                              | 33                                                                    |                                                                       | Reti                                                                  | 10                                                                    |                                                                       |

## Palmarès

### Club

#### Competizioni nazionali
- Coppa di Lega scozzese: 1

Hibernian: 2006-2007

### Individuale
- FA Premier League Player of the Month: 1

2012-2013 - Settembre